# Carl Senff
Carl Senff, peintre et décorateur allemand, fut le professeur d'Otto Dix, qui fréquenta son atelier à Gera (Allemagne) de 1906 à 1910. Il lui répétait : « Jamais tu ne seras un vrai peintre, tu resteras un barbouilleur. » puis grâce à cette phrase il met en pratique Otto Dix dans le monde du dessin triptyque.